# Red Eye (película de 2006)
Red Eye (레드 아이,Redeu-ai) es una película de terror coreano.
También se estrenó en el mismo año una película estadounidense del mismo nombre Red Eye.

## Trama
Cuando una azafata nueva se une a la tripulación de turno de la noche del tren, se encuentra que algunos sucesos aparentemente paranormales ocurren durante la marcha de la noche del tren. Como la película sigue, vemos que el tren ha tenido secretos más ocultos, y se sugiere que estos eventos misteriosos relacionados con el accidente de un mismo tren hace varios años. La «embrujada» formar finalmente se convierte en un ser vivo y empieza a reclamar a las víctimas.

## Reparto
- Jang Shin-young como Oh Mi-sun
- Song Il-gook
- Kwak Ji-min como So-hee
- Lee Dong-kyu como Jin-kyu
- Kim Hye-na como Hee-joo.[1]
- Lee Eol como Jong-hyun Oh
- Kim Hyeon-suk como Jin-sook Jung
- Jeong Yeong-suk
- Lee Dae-yeon como Professor Kim
- Park Won-sang como Jung-ho.[2]

## Estreno
| Bandera                  | País (s)      | Estreno             | Nombre en Otros Países        |
| ------------------------ | ------------- | ------------------- | ----------------------------- |
| Bandera de Corea del Sur | Corea del Sur | 28 de enero de 2005 | Redeu-ai                      |
| Bandera de Francia       | Francia       | 12 de mayo de 2005  | Redeye, le train de l'horreur |
| Bandera de Singapur      | Singapur      | 16 de junio de 2005 | ?                             |
| Bandera de Alemania      | Alemania      | 17 de enero de 2006 | Train of the Dead             |